# Andrea Fischer
Andrea Fischer, née à Arnsberg le 14 janvier 1960, est une femme politique allemande membre du parti écologiste de l'Alliance 90 / Les Verts.
Elle adhère aux Verts en 1985, et est élue neuf ans plus tard députée de Berlin au Bundestag. En 1998, elle devient ministre fédérale de la Santé d'Allemagne dans la coalition rouge-verte de Gerhard Schröder, mais démissionne en 2001, à cause de sa gestion critiquée de la crise de la vache folle. Elle quitte la vie politique l'année suivante.

## Formation et carrière

### Les débuts
Après avoir obtenu son Abitur, elle entreprend une formation de lithographe. Elle devient tout d'abord employée d'imprimerie, puis correctrice.
Elle entreprend ensuite des études de sciences économiques à l'université libre de Berlin, puis travaille comme associée de recherche, tout d'abord au Parlement européen, puis au Centre de recherche en sciences sociales de Berlin, et enfin à l'Institut fédéral d'assurance des salariés (BfA).

### Vie politique
En 1985, elle rejoint Les Verts allemands (Die Grünen). Elle fait également partie du syndicat ÖTV et de la fondation « Citoyens pour les citoyens ».
Elle est élue députée fédérale de Berlin au Bundestag le 16 octobre 1994. Réélue lors des élections fédérales du 27 septembre 1998, Andrea Fischer est nommée ministre fédérale de la Santé le 27 octobre suivant dans la coalition rouge-verte de Gerhard Schröder. Le 9 janvier 2001, elle est contrainte de renoncer, en compagnie du ministre fédéral de l'Agriculture Karl-Heinz Funke, à son poste à la suite de la crise de la vache folle. Tous deux avaient en effet annoncé que l'infection était absente du pays, avant qu'un cas ne soit découvert en novembre 2000. Elle retourne alors au Bundestag mais ne se présente pas aux élections de 2002.

### Après sa carrière politique
Entre 2006 et 2009, elle est associée de l'agence de communication européenne Pleon, basée à Munich et spécialisée dans le lobbying en faveur de l’industrie pharmaceutique. Elle a également été journaliste indépendante.
Andrea Fischer est ensuite consultante indépendante pour les entreprises du secteur de la santé, et conférencière sur les politiques économiques et sanitaires et l'éthique médicale.